# Pistola de claus

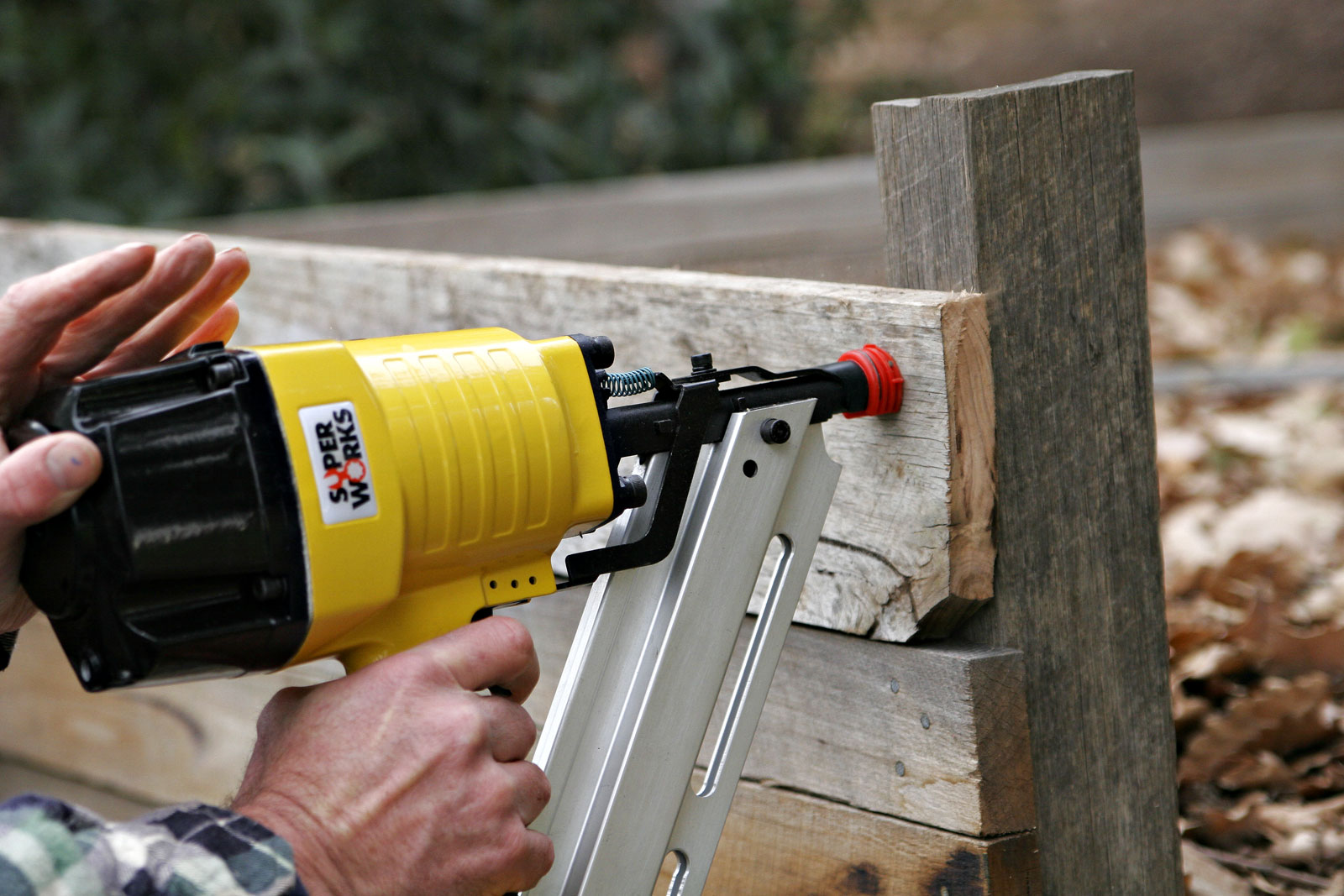
Pistola de claus pneumàtica en ús

Una pistola de claus o clavadora és un tipus de martell que s'utilitza per clavar claus a la fusta o altres materials. Normalment funciona amb aire comprimit ( pneumàtic ), electromagnetisme, gasos altament inflamables com el butà o el propà, o, per a eines accionades per pólvora, una petita càrrega explosiva. Les pistoles de claus han substituït en molts aspectes els martells com a eines preferides entre els constructors.Això permet una manera molt més ràpida i eficient de clavar claus que els mètodes manuals com ara un martell i un clau. Un dels avantatges d'utilitzar una pistola de claus  és la reducció de l'esforç físic i el temps necessari per a tasques a gran escala.
La pistola de claus va ser dissenyada per Morris Pynoos, enginyer civil de formació, pel seu treball en el Hughes H-4 Hercules de Howard Hughes (conegut com a Spruce Goose). El fuselatge de fusta es va clavar i enganxar, i després es van treure els claus.
La primera pistola de claus utilitzava pressió d'aire i es va introduir al mercat el 1950 per accelerar la construcció de revestiments i subsòls de paviments d'habitatges. Amb la pistola de claus original, l'operador la feia servir dret i podia clavar de 40 a 60 claus per minut. Tenia una capacitat de 400 a 600 claus.

## Ús

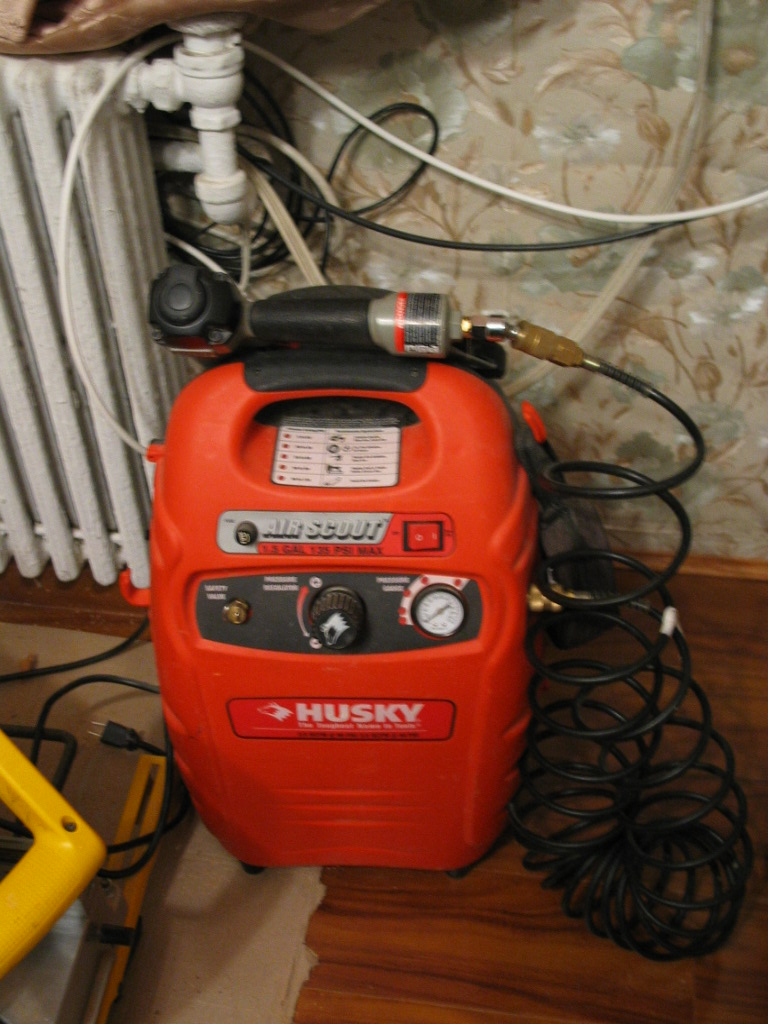
El compressor d'aire subministra aire a una pistola de claus

Les pistoles de claus utilitzen elements de fixació muntats en clips llargs (similars a un pal de grapes ) o col·locats en un suport de paper o plàstic, depenent del disseny de la pistola de claus. Algunes pistoles de claus de capçal complet, especialment les que s'utilitzen per a la fabricació de palets i teulades, utilitzen bobines llargues de plàstic o filferro. Algunes clavadores de tires utilitzen un capçal retallat perquè els claus puguin estar més junts, cosa que permet una recàrrega menys freqüent. Els codis de construcció estatals o locals prohibeixen els claus amb capçal de clip a vegades. Els claus de cap rodó complet i els claus de mànec circular proporcionen una major resistència a l'esquinçament.
Les clavadores també poden ser del tipus "en espiral", on els elements de fixació vénen en filferro o plàstic, per ser utilitzades amb pistoles de claus amb un carregador de tambor ; l'avantatge és que hi ha molts més elements de fixació per càrrega, però a costa d'un pes addicional. Les clavadores industrials dissenyades per al seu ús contra acer o formigó poden tenir una acció d'autocàrrega per a les càpsules explosives, però la majoria necessiten que les claus es carreguin a mà. Les pistoles de claus varien en la longitud i el gruix dels claus que poden clavar.
Les mides més grans de fixacions encapsulades convencionals són els claus de cap retallat i els claus de cap sencer, que s'utilitzen en emmarcaments, tanques i altres formes de treballs estructurals i exteriors. Els estils de mànec inclouen plans, anulars d'anell, trenats, etc. i s'ofereix una varietat de materials i acabats, com ara acer pla, acer galvanitzat, acer sherarditzat, acer inoxidable, etc., depenent de la resistència a l'arrencada, la resistència a la corrosió, etc. requerida per a l'aplicació donada. Aquestes mides de fixacions estan disponibles en forma de pals agrupats (sovint de 20° a 21° per a un capçal complet, de 28° a 34° per a un capçal retallat) o en forma de bobina (per al seu ús en clavadores de palets/teulades) depenent de l'aplicació. Els claus de cap sencer tenen una major resistència a l'arrencada que els claus de cap retallat.

## Seguretat
Les lesions als dits, les mans i els peus es troben entre les tres més comunes, però també hi ha lesions que impliquen altres zones del cos com ara braços i cames, així com òrgans interns.  Algunes d'aquestes lesions són greus i algunes han provocat la mort.
El mecanisme més comú és el disparador de contacte de doble acció, que requereix que el gallet manual i l'element de contacte del nas estiguin premuts perquè es descarregui un clau. El gallet de disparo seqüencial, que és més segur, requereix que es premi el contacte del morro abans del gallet manual, en lloc de simultàniament amb el gallet. Segons els CDC, aproximadament entre el 65% i el 69% de les lesions causades per eines de contacte es podrien prevenir mitjançant l'ús d'un disparador seqüencial.
Continua la recerca destinada a reduir els accidents amb pistoles de claus entre els fusters de marcs, que són uns dels usuaris més importants de pistoles de claus.

## Tipus

### Pneumàtica
El tipus més popular de pistola de claus, que utilitza aire comprimit per impulsar els seus elements de fixació. Per tant, depèn tant d'un compressor com d'una font d'energia per fer funcionar el compressor (ja sigui corrent elèctric continu o un generador in situ), i en el seu ús està carregat per una mànega d'aire d'alta pressió incòmoda (que pot ser extremadament rígida en temps fred i conservar un molest "record" d'haver estat enrotllada en qualsevol moment).

### Accionada per pólvora
Les pistoles de claus accionades per propel·lent ("accionades per pólvora") es divideixen en dues grans categories:
1. Dispositius d'accionament directe o d'alta velocitat. Això utilitza pressió de gas que actua directament sobre el clau per impulsar-lo.
2. Dispositius d'accionament indirecte o de baixa velocitat. Això utilitza pressió de gas que actua sobre un pistó pesat que acciona el clau. Les clavadores d'accionament indirecte són més segures perquè no poden llançar un projectil en vol lliure fins i tot si es manipulen o s'utilitzen malament, i la menor velocitat dels claus és menys probable que provoqui la ruptura explosiva del substrat de treball.

Amb les càrregues de cartutx adequades, qualsevol dels dos tipus pot ser molt potent, i pot clavar un clau o un altre element de fixació en formigó dur, pedra, fusta dura, acer, etc., amb facilitat.

### De combustió
Alimentat per una explosió de gas (per exemple, propà ) i aire en un petit cilindre; el pistó empeny el clau directament i no hi ha peces giratòries.

### Elèctrica
Una pistola de claus elèctrica utilitza electricitat per alimentar un motor, que és quan un pistó dispara el clau a qualsevol material, normalment fusta o un altre material tou, ja que la pistola de claus elèctrica tendeix a ser menys potent que una d'aire comprimit. El motor elèctric comprimeix l'aire dins del pistó, cosa que força el clau a sortir per l'extrem de la pistola cap al material.
Hi ha dos estils principals de pistoles de claus elèctriques, les pistoles de claus amb cable i les de bateria. Amb cable depèn d'una presa de corrent per a l'alimentació i requereix un cable que s'estengui des de la pistola de claus fins a la paret; les pistoles de claus de tipus bateria ofereixen una major mobilitat i un ús fàcil quan cal. Tot i que les pistoles de claus elèctriques ofereixen avantatges com la facilitat d'ús i el funcionament silenciós, tenen limitacions com la dependència de l'energia i la durada de la bateria.

### Accionada per solenoide
Una pistola de claus de solenoide funciona de manera diferent que una pistola de claus pneumàtica. En lloc d'utilitzar aire comprimit per disparar claus, es basa en un solenoide electromagnètic que dispara el clau al producte. Això significa que utilitza l'electricitat com a font d'energia, cosa que és diferent de les pistoles de claus pneumàtiques. Per seguretat, inclouen funcions com ara bloquejos de gallet i puntes de seguretat per evitar qualsevol tret accidental. Aquestes clavadores són adequades per a tasques més petites i precises, com ara instal·lar armaris o treballar en motllures, perquè ofereixen menys retrocés i són millors per acabar treballs en materials sensibles. Manipulen claus de calibre 18 que van des de1⁄2 a 2 polzades (13 a 51 mm)  de llarg. Alguns d'ells utilitzen una funció d'ajust de profunditat, que permet a l'operador ajustar la profunditat a la qual s'introdueix el clau a la fusta i la pressió aplicada. Una pistola de claus solenoides no requereix oli com les pneumàtiques normals, tot i que cal un manteniment regular, com ara la neteja, per garantir que tot funcioni correctament.

## Galeria d'imatges

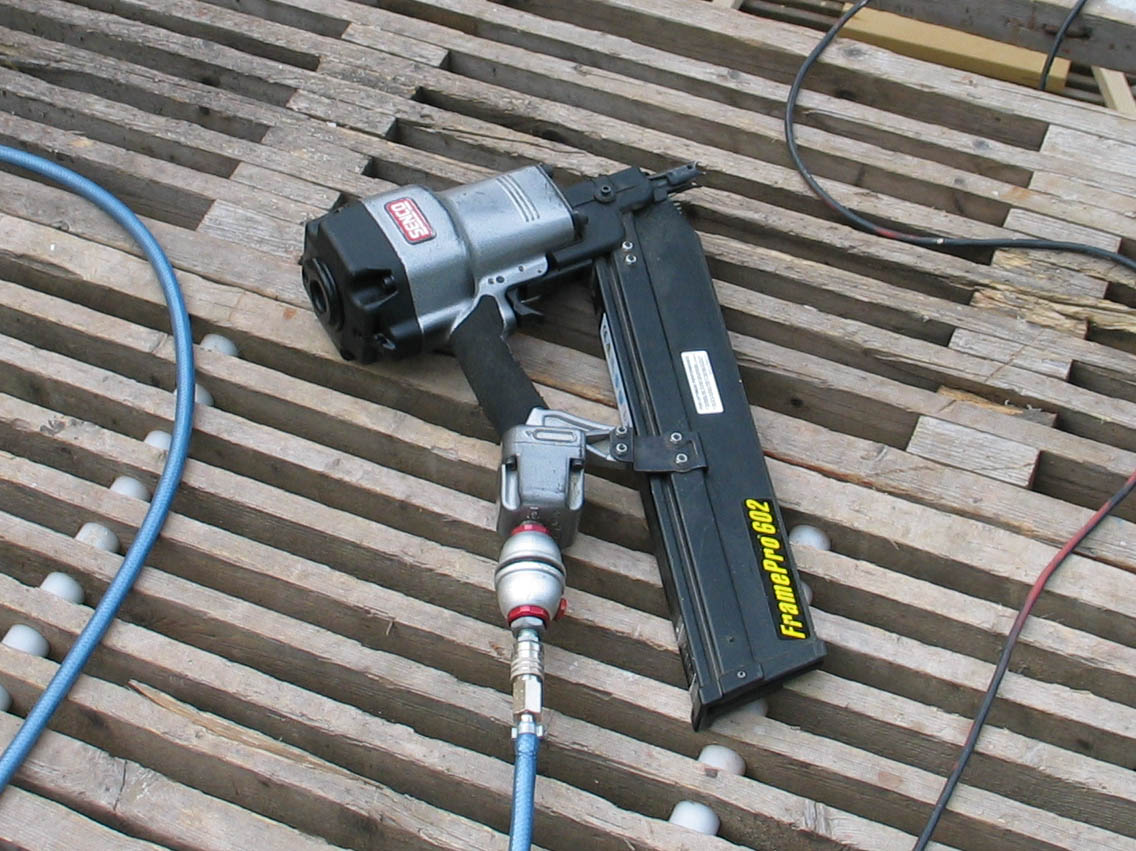
Les pistoles de claus pneumàtiques necessiten mànegues per al seu subministrament d'aire comprimit
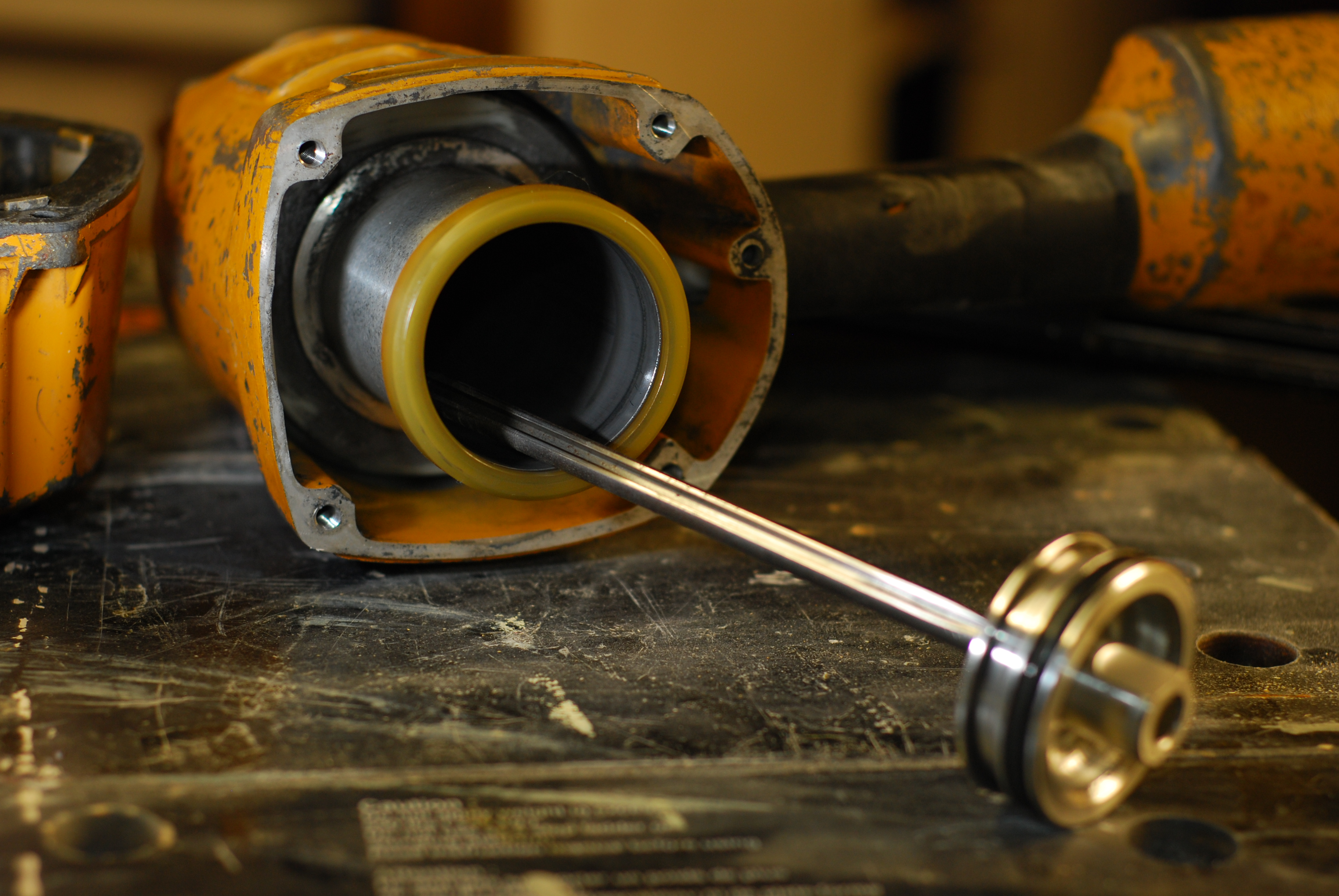
Un pistó al cap d'una pistola de claus acciona el fixador
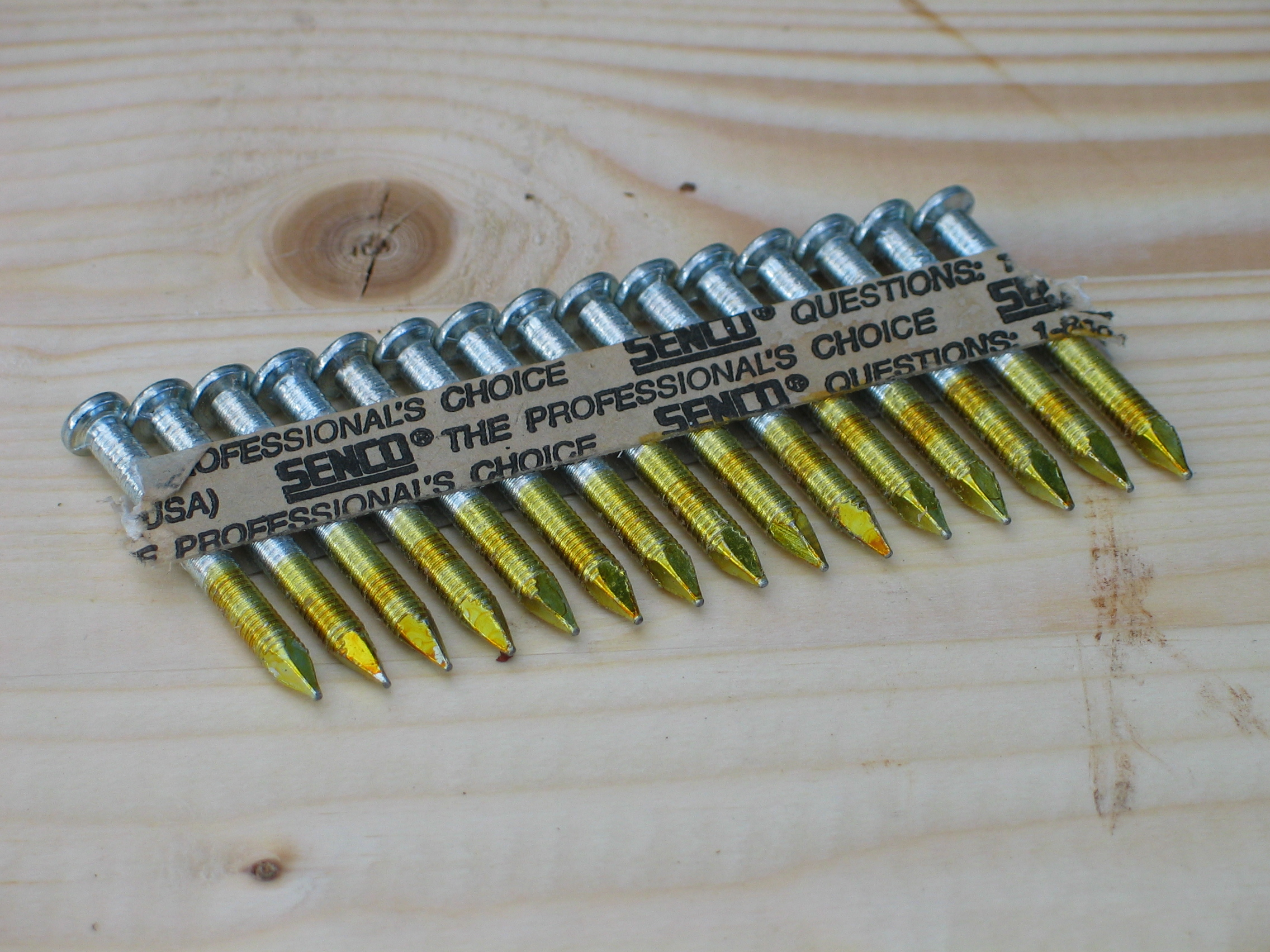
Els claus s'enganxen en "clips" amb paper, plàstic i filferro soldat fi.
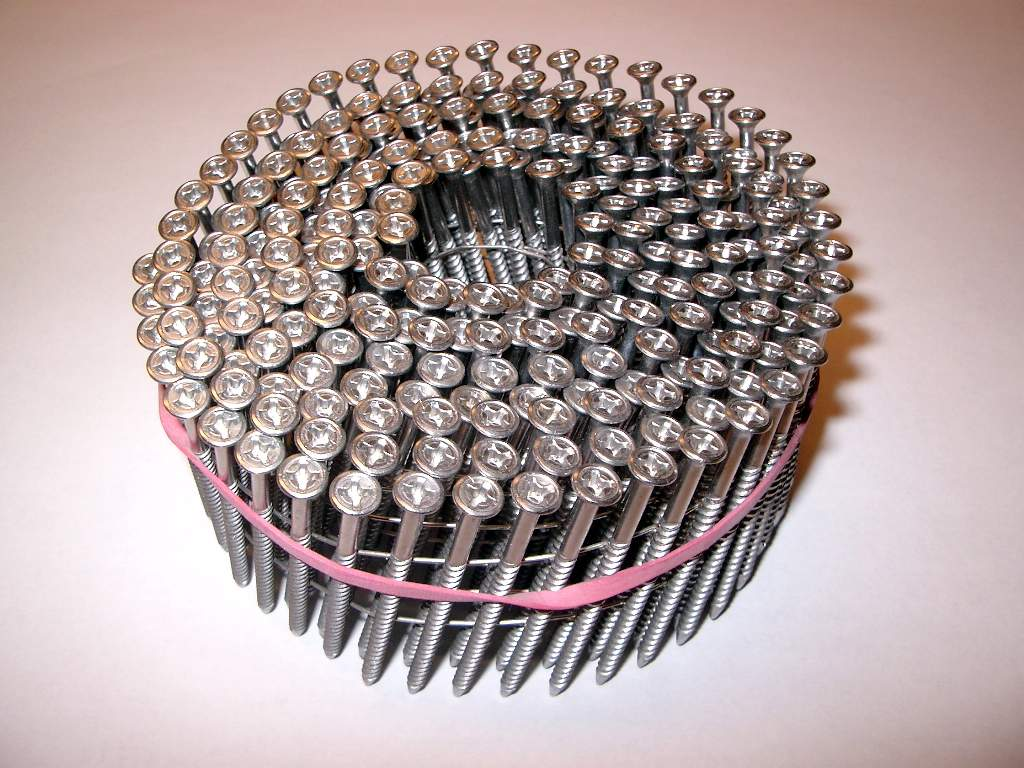
Els claus vénen en bobines per a "clavadores de bobina"
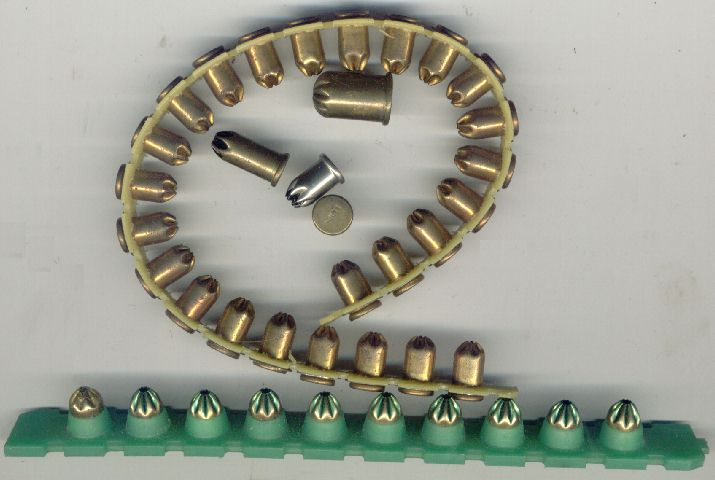
Els cartutxos s'utilitzen en pistoles de claus accionades per pólvora
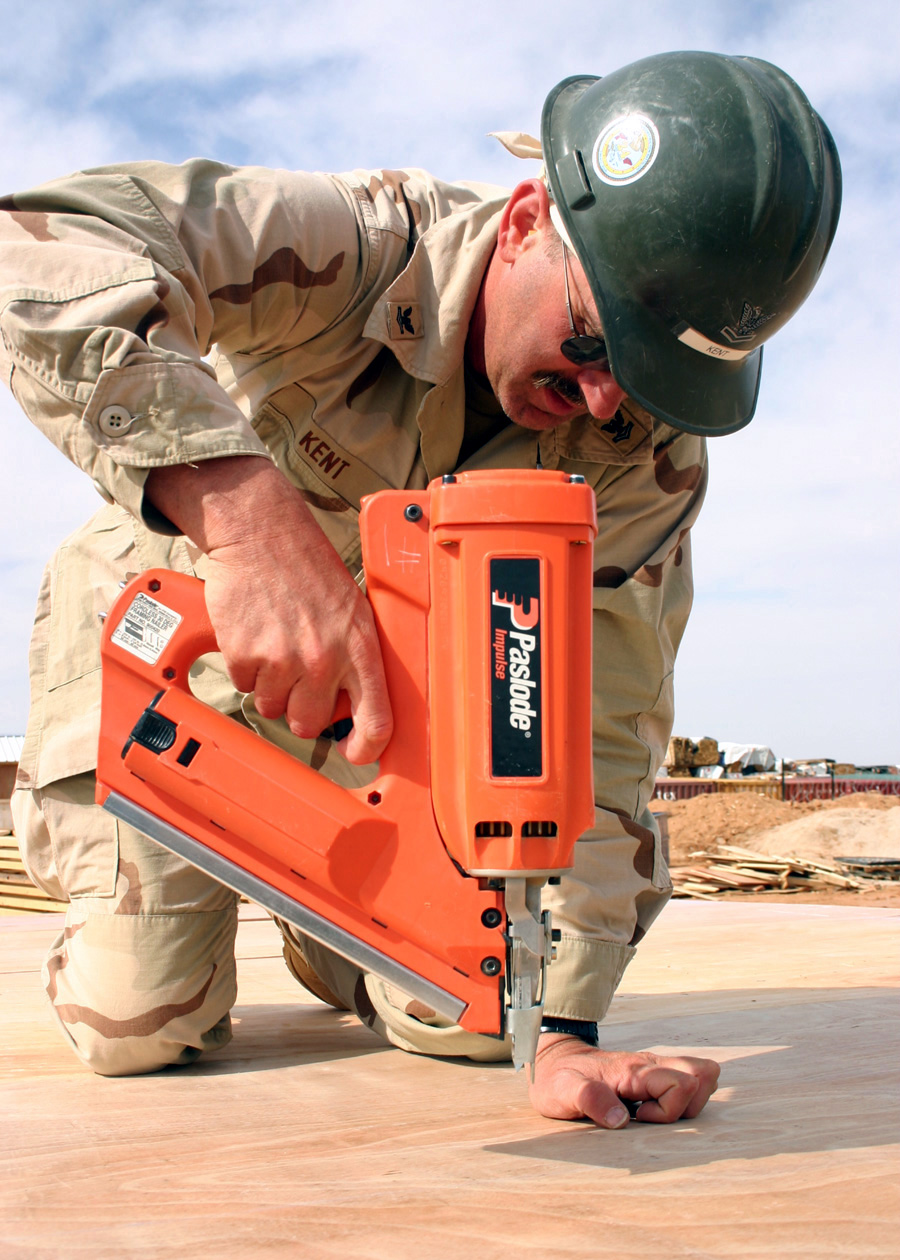
El combustible combustible i un encenedor elèctric alimenten moltes pistoles de claus sense fil
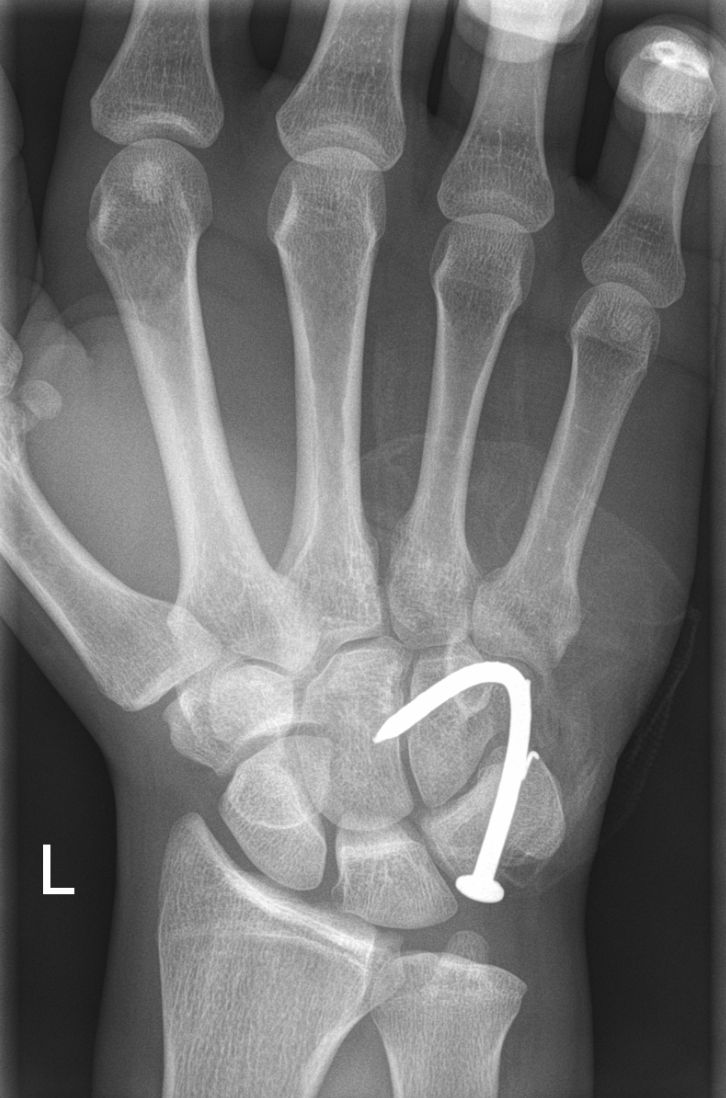
Les lesions amb pistola de claus són freqüents i poden provocar discapacitat o mort